# 加藤宪史郎
加藤宪史郎（日语：／ Katō Kenshirō，2007年7月19日—）是日本的儿童演员，出身于神奈川县，隶属于向日葵剧团。他的哥哥是前儿童演员加藤清史郎。

## 演出作品

### 电影
- 《欢乐满人间2》（2019年，华特迪士尼影业）——约翰·班克斯（配音）[1]

### 舞台剧
- 《西贡小姐》（2012年）——饰：汤姆

- 《守财奴～圣诞颂歌～（英语：Scrooge (musical)）》（2013年12月、2015年12月、2019年12月8日－25日）

### CD
- 《俺们歌舞伎的滑头鬼（おいら歌舞伎のぬらりんひょん）》（2014年4月23日发行，日本古伦美亚）[2][3][a]

### 脚注
1. ↑  作为向日葵屋成员之一。NHK《大家的歌（日语：みんなのうた）》在2014年4月和5月使用。

### 出典
1. ↑  . Cinema Today.   [2021-03-19]. （原始内容存档于2020-11-26）.
2. ↑  https://columbia.jp/prod-info/COCA-16862/. . 日本古伦美亚.
3. ↑  . 向日葵剧团.   [2021-03-19]. （原始内容存档于2014-07-01） （日语）.